# Hildasay
Hildasay est une île des Shetland.